# Corticarina amoena
Corticarina amoena es una especie de coleóptero de la familia Latridiidae.

## Distribución geográfica
Habita en Panamá.